# François Budet
François Budet (Plaine-Haute, 3 de outubro de 1940 – Plaine-Haute,  5 de julho de 2018) foi um cantor, compositor, romancista e poeta francês.

## Carreira
François nasceu em Plaine-Haute, foi conhecido também por ser novelista. Tem um filho chamado Yelle.
Morreu em 5 de julho de 2018, aos 78 anos.